# Chaetophiloscia illyrica
Chaetophiloscia illyrica is een pissebed uit de familie Philosciidae. De wetenschappelijke naam van de soort is voor het eerst geldig gepubliceerd in 1901 door Verhoeff.